# Chittilappilly
Chittilappilly es una ciudad censal situada en el distrito de Thrissur en el estado de Kerala (India). Su población es de 6988 habitantes (2011). Se encuentra a 11 km de Thrissur y a 81 km de Cochín.

## Demografía
Según el censo de 2011 la población de Chittilappilly era de 6988 habitantes, de los cuales 3340 eran hombres y 3688 eran mujeres. Chittilappilly tiene una tasa media de alfabetización del 96,14%, superior a la media estatal del 94%: la alfabetización masculina es del 97,57%, y la alfabetización femenina del 94,85%.